# اریک آلبرت
اریک آلبرت (انگلیسی: Éric Allibert؛ زادهٔ ۱۱ ژوئن ۱۹۷۶) بازیکن فوتبال اهل فرانسه است.
از باشگاه‌هایی که در آن بازی کرده‌است می‌توان به باشگاه فوتبال لیل و باشگاه فوتبال نیم المپیک اشاره کرد.